# Overdose (film, 1987)
Pour les articles homonymes, voir Overdose (homonymie).
Pour plus de détails, voir Fiche technique et Distribution.
Overdose est un film franco-belge réalisé par Jean-Marie Pallardy, sorti en 1987.

## Synopsis
Au service de Costa, Michael se sert de sa petite amie Karen, hôtesse de l'air, pour faire passer de la cocaïne. Mais Karen devient réticente et au cours d'un échange qui tourne mal à l'aéroport, elle rejoint Michael et trouve celui-ci dans les bras d'une autre. Furieuse, elle fuit vers le littoral et est recueillie par Patrick, un océanographe, qui l'aide à se désintoxiquer. Pour la retrouver, Costa tue Michael, et torture Michelle, la meilleure amie de Karen, pour connaitre le lieu où elle se cache. Secondée par Patrick dont elle s'est éprise, Karen tente alors de gagner l'Afrique. Costa ne pourra la rejoindre, tué par des pêcheurs en colère...

## Fiche technique
- Titre : Overdose
- Réalisation : Jean-Marie Pallardy
- Scénario : Jean-Marie Pallardy
- Production : Capricorn Films et Daniel Geldof
- Musique : Jon Lord
- Pays d'origine :  France -  Belgique
- Format : Couleurs - Mono
- Genre : thriller
- Durée : 88 minutes
- Date de sortie : 1987

## Distribution
- Laura Albert : Karen
- Gordon Mitchell : Costa
- James Short : Patrick
- Bruce Baron : Michael
- Jess Hahn : Le docteur
- Jean-Marie Pallardy : Roberto, le tueur